# Сятко
«Сятко» (з ерз. Іскра) — літературно-художній і громадсько-політичний журнал, що видається в Саранську. Публікації журналу виходять ерзянською мовою.

## Історія створення
Видається з січня 1929 року в Самарі, 1 раз на місяць. Рішення про видання журналу з сільськогосподарським ухилом для ерзян прийнято 5 квітня 1928 року на Всеросійській нараді партійних працівників за періодичним і неперіодичним мордовським друком. Перші номери «Сятко» вийшли в Самарі при активній допомозі мордовської секції Середньо-Волзького обкому партії. У січні 1930 року, в зв'язку з створенням Мордовської автономної області, часопис почав видаватися в Саранську.
У відповідності з рішенням ЦК ВКП(б) від 26 червня 1941 року на засіданні бюро Мордовського обкому ВКП(б) від 5 липня 1941 року запропоновано Союзу письменників Мордовської АРСР до особливої вказівки припинити видання журналу «Сятко».
З січня 1946 року по травень 1956 року замість журналу видавався літературно-художній альманах «Изнямо» («Перемога»). З червня 1956 року журнал став виходити під назвою «Сурань толт» («Сурські вогні»). Первісну назва «Сятко» журналу повернуто в січні 1956 року.
Журнал виходить 1 раз на 2 місяці, щомісячним виданням став з листопада 1991 року.
Засновниками журналу були: грудень 1990 року — Спілка письменників Мордовської АРСР, з січня 1991 року по травень 1999 року — Спілка письменників Мордовії і колектив редакції, з червня 1999 року по грудень 1999 року — Уряд Республіки Мордовія і колектив редакції. З січня 2000 року засновником «Сятко» є Уряд Республіки Мордовія.
Указом Президії Верховної Ради СРСР від 6 березня 1979 року за заслуги і розвиток літератури і активну участь у вихованні трудящих журнал нагороджений орденом «Знак Пошани».
На сьогоднішній день головний редактор журналу — Т .В. Разгуляєва, член Спілки журналістів Росії, заслужений діяч культури Республіки Мордовія.

## Спрямування журналу
На сторінках журналу були опубліковані майже всі основні твори ерзянських письменників. Тут роблять свої перші кроки й молоді літератори.
Публіцистичні й науково-популярні матеріали, що публікуються в журналі, присвячені життю, історії, культурі, побуті ерзян та інших фіно-угорських народів. Основні рубрики: «Проза. Поезія», «Драматургія», «Нарис», «Публіцистика», «Критика», «Література й життя», «Національні традиції», «Нові імена», «На допомогу вчителям», «Семе» (сатира та гумор). У рубриці «Наші гості — фіно-угорські письменники» публікуються твори поетів, прозаїків та публіцистів з Угорщини, Фінляндії, Естонії, Удмуртії, Карелії, республік Комі, Марій Ел та ін.
Журнал «Сятко» є ланкою, що пов'язує ерзян, які проживають не лише в Республіці Мордовія, а й далеко за її межами. Він є обличчям ерзянської літератури й ерзянського народу в цілому.